# ERikm
 (août 2024).
La mise en forme du texte ne suit pas les recommandations de Wikipédia : il faut le « wikifier ».
Les points d'amélioration suivants sont les cas les plus fréquents. Le détail des points à revoir est peut-être précisé sur la page de discussion.
- Les titres sont pré-formatés par le logiciel. Ils ne sont ni en capitales, ni en gras.
- Le texte ne doit pas être écrit en capitales (les noms de famille non plus), ni en gras, ni en italique, ni en « petit »…
- Le gras n'est utilisé que pour surligner le titre de l'article dans l'introduction, une seule fois.
- L'italique est rarement utilisé : mots en langue étrangère, titres d'œuvres, noms de bateaux, etc.
- Les citations ne sont pas en italique mais en corps de texte normal. Elles sont entourées par des guillemets français : « et ».
- Les listes à puces sont à éviter, des paragraphes rédigés étant largement préférés. Les tableaux sont à réserver à la présentation de données structurées (résultats, etc.).
- Les appels de note de bas de page (petits chiffres en exposant, introduits par l'outil «  Source ») sont à placer entre la fin de phrase et le point final[comme ça].
- Les liens internes (vers d'autres articles de Wikipédia) sont à choisir avec parcimonie. Créez des liens vers des articles approfondissant le sujet. Les termes génériques sans rapport avec le sujet sont à éviter, ainsi que les répétitions de liens vers un même terme.
- Les liens externes sont à placer uniquement dans une section « Liens externes », à la fin de l'article. Ces liens sont à choisir avec parcimonie suivant les règles définies. Si un lien sert de source à l'article, son insertion dans le texte est à faire par les notes de bas de page.
- La présentation des références doit suivre les conventions bibliographiques. Il est recommandé d'utiliser les modèles {{Ouvrage}}, {{Chapitre}}, {{Article}}, {{Lien web}} et/ou {{Bibliographie}}. Le mode d'édition visuel peut mettre en forme automatiquement les références.
- Insérer une infobox (cadre d'informations à droite) n'est pas obligatoire pour parachever la mise en page.

Pour une aide détaillée, merci de consulter Aide:Wikification.
Si vous pensez que ces points ont été résolus, vous pouvez retirer ce bandeau et améliorer la mise en forme d'un autre article.
 (août 2024).
Si vous disposez d'ouvrages ou d'articles de référence ou si vous connaissez des sites web de qualité traitant du thème abordé ici, merci de compléter l'article en donnant les références utiles à sa vérifiabilité et en les liant à la section « Notes et références ».
 (mai 2019).
ERikm (ou ErikM) est un musicien, compositeur et plasticien français né à Mulhouse en 1970.

## Biographie
ErikM, est un artiste sonore, visuel, compositeur et performeur sonore français. Son travail explore un large spectre de productions sonores électroacoustiques, ainsi que des pratiques relevant de l’art médiatique et performatif.
Biographie et parcours artistique
ErikM s’initie dès 1987 à la musique expérimentale en intégrant divers groupes de noise rock et de rock industriel. Parallèlement, il s’investit dans le fanzinat, le street art et réalise ses premières installations artistiques.
À partir des années 1990, il devient une figure majeure de l’art sonore, de la musique électronique abstraite et de la glitch music[réf. souhaitée]. Son travail se caractérise par un détournement d’objets issus des médias et de l’industrie musicale, tout en intégrant une dimension exploratoire autour du son vivant, de l’invisible et de l’inouï, notamment à travers la phonographie.
Reconnu comme l’un des turntablists les plus influents de sa génération, ErikM développe une approche singulière du sampling et de la manipulation d’objets sonores, créant des textures auditives variées, allant de la musique électronique expérimentale à des paysages sonores évoquant parfois la musique de danse. Il collabore régulièrement avec des musiciens improvisateurs, des collectifs d’artistes conceptuels et des ensembles de musique contemporaine.
Œuvres et collaborations
ErikM conçoit des œuvres acousmatiques et radiophoniques, ainsi que des compositions pour des ensembles instrumentaux tels que l'Ensemble intercontemporain, l'Ensemble Laborintus, l'Ensemble Phoenix Basel, Les Percussions de Strasbourg et l'Ensemble Dedalus.
Il a collaboré avec de nombreux artistes et musiciens, parmi lesquels Luc Ferrari, Christian Marclay, Mathilde Monnier, Anthony Pateras, F.M. Einheit, Bernard Stiegler, Thurston Moore et Voice Crack. Son travail intègre une approche transversale qui associe musique, arts visuels et réflexion critique, explorant les tensions entre intime et politique, culture populaire et avant-garde savante.
Expositions et installations
En parallèle de ses performances et compositions, ErikM a investi de nombreux espaces d’exposition et institutions muséales avec ses œuvres plastiques (dessins, photographies, sculptures et installations sonores). Parmi ses expositions figurent :
Audiosphère, Sofia/ Laboratoire de l’Art, Paris/ Manif d’Art 6, Québec/ bCUBICO Luxembourg
Palais de Tokyo, Paris/ Galerie Ron Mandos, Amsterdam/ Kunstmuseum St. Gallen/ Euphoria, Brooklyn/ Galeria, Recife/ Mudam, Luxembourg
Approche artistique
L’œuvre d’ErikM s’inscrit dans une démarche expérimentale aux confins des sciences et de la création artistique, notamment dans les domaines de la phonographie et de la lutherie électronique. Son travail témoigne d’une approche exploratoire du son et d’une interrogation permanente sur les formes contemporaines de l’écoute et de la perception.

## Vie privée
ErikM vit à Marseille.

## Musique pour ensemble instrumental
- 2009 : Austral pour L’ensemble Laborintus
- 2016 : Drum-machines pour Les Percussions de Strasbourg
- 2017 : Particules pour L’ensemble Phoenix Basel
- 2019 : Echoplasme pour l’ensemble HANATSU miroir
- 2021 : Fata Morgana pour l’ensemble Dédalus

## Œuvres discographiques principales
Discographie sélective

### Album solo & composition
- 1999 : Zygosis - Sonoris
- 1999 : Frame - Metamkine
- 2001 : MonO FaCe MirRor - Sonoris
- 2006 : Sixperiodes - Sirr records
- 2007 : Variations Opportunistes - Label Ronda
- 2008 : Steme - Room 40
- 2010 : Lux Payllettes  - Entr'acte
- 2011 : Visitation en écho à Presque Rien 2 de Luc Ferrari - Alga Marghen
- 2012 : Austral - D'autres cordes records
- 2012 : Transfall - Room 40
- 2015 : Select archive I - L’Art de la fuite - Sonoris
- 2016 : Doubse Hystérie - Monotype records
- 2018 : Drum-Machines pour Les Percussions de Strasbourg - PDS
- 2018 : Flow - bandcamp
- 2018 : Mistpouffers - Empreintes DIGITALes
- 2022 : Echoplasme for HANATSUmiroir - Bisou Records
- 2023 : Fata Morgana for Ensemble Dedalus - Relative Pitch Records
- 2023 : Douze Horizons - Ouïe/Dire

### Collaborations
- 2004 : Archives Sauvées des Eaux avec Luc Ferrari - Angle Records
- 2004 : Complementary contrasts avec Christian Fennesz - Hat-Hut
- 2005 : Trace cuts avec Yoshihide Ōtomo & Martin Tétreault - Musica gênera
- 2007 : ©haos ©lub avec Dieb13 - Erstwhile Records
- 2014 : Ecotone avec Martin Brandlmayr - Mikroton Recordings
- 2019 : Albédo avec Anthony Pateras - CCAM Editions

### Poire_Z
Les membres du groupe Poire_Z sont Andy Guhl, eRikm, Günter Müller et Norbert Möslang.
- 1999 : Poire Z - For4ears records
- 2001 : Presque_Chic - Sonoris
- 2002 : +, avec Yoshihide Ōtomo • Sachiko M • Christian Marclay - Erstwhile Records
- 2004 : Q, avec Phil Minton - For4ears records

### Post Poire_Z
- 2004 : Why Not Béchamel avec Erikm + Günter Müller + Toshimaru Nakamura - Mikroton Recordings
- 2011 : Stodgy eRikm & Norbert Möslang - Mikroton Recordings
- 2016 : Pavillon du Lac avec  Günter Müller + Norbert Möslang + ErikM - Dolmen